# Босоо
Босоо (ісп. Bozoó) — муніципалітет в Іспанії, у складі автономної спільноти Кастилія-і-Леон, у провінції Бургос. Населення — 110 осіб (2010).
Муніципалітет розташований на відстані близько 260 км на північ від Мадрида, 65 км на північний схід від Бургоса.
На території муніципалітету розташовані такі населені пункти: (дані про населення за 2010 рік)
- Босоо: 77 осіб
- Портілья: 8 осіб
- Вільянуева-Сопортілья: 25 осіб

## Демографія
Динаміка населення (INE ):